# Episodi di Skippy il canguro (terza stagione)
La terza stagione della serie televisiva Skippy il canguro è stata trasmessa in anteprima in Australia dalla Nine Network.
| nº | Titolo originale     | Titolo italiano | Prima TV Australia | Prima TV Italia |
| -- | -------------------- | --------------- | ------------------ | --------------- |
| 1  | A Work of Art        |                 | 10 settembre 1969  |                 |
| 2  | A Manner of Speaking |                 | 27 ottobre 1969    |                 |
| 3  | The Prince of Siam   |                 | 10 novembre 1969   |                 |
| 4  | High Fashion         |                 | 23 febbraio 1970   |                 |
| 5  | El Toro              |                 | 1º marzo 1970      |                 |
| 6  | Mr. Duffy            |                 | 24 settembre 1969  |                 |
| 7  | The Medicine Man     |                 | 29 novembre 1969   |                 |
| 8  | The Veteran          |                 | 17 novembre 1969   |                 |
| 9  | The Rainmakers       |                 | 2 marzo 1970       |                 |
| 10 | Up the Waratahs      |                 | 18 gennaio 1970    |                 |
| 11 | Merry-Go-Round       |                 | 9 marzo 1970       |                 |
| 12 | Pigeon Pair          |                 | 17 febbraio 1970   |                 |
| 13 | Fred                 |                 | 3 marzo 1970       |                 |